# Elaphria castronis
Elaphria castronis är en fjärilsart som beskrevs av Embrik Strand 1921. Elaphria castronis ingår i släktet Elaphria och familjen nattflyn. Inga underarter finns listade i Catalogue of Life.